# 阿克巴尔·哈什米·拉夫桑贾尼
阿亚图拉阿里·阿克巴尔·哈什米·拉夫桑贾尼（波斯語：علی اکبر هاشمی رفسنجانی）又名阿里·阿克巴尔·哈什米·巴赫拉马尼（波斯語：علی اکبرهاشمی بهرمانی）（1934年8月25日—2017年1月8日），伊朗政治家及作家，曾出任第四任伊朗總統，又曾經是伊朗專家會議（詮釋法源來作出法律裁決的審議機關，負責選舉、監察及罷免伊朗最高領袖）的議員，直至他在2011年辭任。雖然他辭任了伊朗專家議會議員，但仍留任伊朗國家利益委員會（不經選舉產生的行政會議，負責解決議會及憲法監督委員會之間出現的立法衝突）主席。
拉夫桑賈尼在1989年至1997年間出任伊朗總統。他在2005年第三次競選總統，並在第一輪選舉當中領先，但最終在選舉當中敗給馬哈茂德·艾哈邁迪內賈德。拉夫桑賈尼在1980年當選議會主席，在任至1989年。他在1980年遇刺，身受重傷。
拉夫桑賈尼被形容為溫和派及「務實保守分子」，他支持國內自由市場的地位，贊成國有產業私有化，又在國際上保持溫和形象，避免與美國及西方衝突。
2017年1月8日，拉夫桑賈尼因為心臟病發作被送進德黑蘭一所醫院，因搶救無效逝世，享年82歲。

## 個人生活
拉夫桑賈尼出生於克爾曼省拉夫桑詹附近的巴赫拉曼的一個開心果富農家庭，他有八名兄弟姐妹。
拉夫桑賈尼在1958年與伊法特·馬拉希成婚後育有三名兒子（穆赫辛、邁赫迪、邁赫迪）及兩名女兒（法蒂瑪、費絲），當中只有費絲·哈希米選擇從政，她是議員，又是女性取向報章《贊》的創辦人。

## 國會議長
拉夫桑賈尼作為伊朗國會議長長達九年，他是在伊朗伊斯蘭革命過後的1980年當選為第一屆議會議長，在後來連任第二屆議會議長。在共和國創立人魯霍拉·霍梅尼去世後，他參選1989年的總統選舉並成功當選，開展八年的總統任期。

## 總統任期
拉夫桑賈尼採納「經濟優先」的政策，支持私有化政策，以抵制共和國經濟左翼化的傾向。一些資料形容他的行政是「經濟上自由，政治上威權」，使他常與伊朗議會的大部分議員就爭議議題上對峙。
拉夫桑賈尼在帶動兩伊戰爭後的重建上備受讚揚，他與上流及中產階層的關係良好，部分原因是因為他在任期內推動的經濟改革及支持人權的立場（比較霍梅尼時期），這也是他在任期內被視為成功的。不過，拉夫桑賈尼推動的重建沒有覆蓋到農村及戰地，而這些地區正是最需要重建的，使他不受大部分農民、退伍軍人及工人階層的歡迎。拉夫桑賈尼的改革試圖抑制極端保守份子的權力，但沒有取得成效，而且效忠阿里·哈梅內伊的伊朗革命衛隊的權力也與日俱增。保守派和改革派也指控過拉夫桑賈尼涉及貪污，他對反對派傾向實施強硬鎮壓。

### 國內政策
拉夫桑賈尼提倡自由市場經濟。在國家資金泛濫的情況下，拉夫桑賈尼實徹經濟自由政策。他贊成與美國就伊朗的核計劃達成共識，他的自由市場經濟政策與穆罕默德·艾哈邁迪內賈德及其盟友的理念相左，他們堅決抵抗西方干預中東事務，又向貧困人士推行經濟再分配政策。拉夫桑賈尼擁戴世界銀行鼓勵結構性調整的政策，他期望現代的產業經濟融合全球經濟。
拉夫桑賈尼促請大學與產業合作，使經濟現代化的步伐加快。在這個計劃裡，他先以伊斯蘭阿薩德大學為試點。
在他的總統任期內，拉夫桑賈尼有一段時期被西方傳媒形容為伊朗最具權力的人物，伊朗司法體制在這段時間裡處決了一些異見者、毒犯、共產主義者、庫爾德人、巴哈伊教徒及教士。
對於伊朗的聖戰者，拉夫桑賈尼在1981年提到：
|  | 真主的法律規定了四種刑罰懲罰他們（聖戰者），殺死他們、絞死他們、斬斷他們的手腳及放縱他們。如果我們在革命後殺了數百名聖戰者，他們的數量不會增長到這個地步，我是根據《古蘭經》而複述的，我們要堅決消滅那些在伊斯蘭教散佈冤恨的聖戰者。 |

### 外交政策
經歷過兩伊戰爭霍梅尼統治時期外交關係惡劣的階段，拉夫桑賈尼尋求與阿拉伯國家重修舊好，還希望與阿塞拜疆、土庫曼及哈薩克等中亞前蘇聯加盟國家改善關係。雖然拉夫桑賈尼解決了一些難題和危機，但伊朗與歐洲國家及美國的關係仍惡劣。
在1991年的海灣戰爭，他譴責美國和伊拉克雙方，在戰後卻力求保持與西方的緊密關係，不過他拒絕撤銷霍梅尼發佈對英國作家薩爾曼·魯西迪的追殺令。
雖然拉夫桑賈尼「不期望會有任何回報」，但他稱伊朗已準備援助伊拉克。另一方面，他又稱「佔領一方的撤離」可邁向「和平和穩定」。伊朗向海灣戰爭的受害者提供人道救援，以卡車運載大量食物和藥物到伊拉克，又向湧入伊朗的科威特難民提供庇護。拉夫桑賈尼支持沙特阿拉伯國王阿卜杜拉的和平倡議，又支持「巴勒斯坦人民的意願」。他又表示伊朗的國際利益必須優先獲得考慮，然後才會考慮盟友敍利亞及黎巴嫩的利益。
拉夫桑賈尼支持伊朗核計劃，他在2007年重申伊斯蘭文化不主張使用大殺傷力武器，他表示「你們（美國及其盟友）不相信伊朗的核發展不會用於軍事用途，但我們在這方面可以給予百分百的保證」。

## 卸任總統後
1997年卸任總統後，拉夫桑賈尼在1999年夏季於德黑蘭大學講道，期間讚揚政府採用武力鎮壓學生示威。
2000年，拉夫桑賈尼再度在議會選舉當中競逐。在德黑蘭選區當中，拉夫桑賈尼是最後一位當選的議員（德黑蘭選區合共選出30名議員）。最初伊朗內政部宣佈他並沒有當選，但憲法監督委員會後來裁定許多選票無效，這使拉夫桑賈尼當選被指造假。拉夫桑賈尼最終當選，但在宣誓就職之前辭任，拉夫桑賈尼解釋他認為「他可以在其他的職位上為人民服務得更好」。
2005年，拉夫桑賈尼再度出馬競選總統，敗於马哈茂德·艾哈迈迪内贾德。
2006年12月，拉夫桑賈尼獲選為伊朗專家議會德黑蘭選區代表，得票150萬，遠遠拋離其他候選人。總統艾哈邁迪內賈德的反對者贏得大多數地區議席。拉夫桑賈尼在2007年9月4日擊敗艾哈邁德·詹納提（Ahmad Jannati）當選伊朗專家議會主席，伊朗專家議會負責選舉最高領袖，這被認為是對艾哈邁迪內賈德支持者的打擊。2009年3月10日，拉夫桑賈尼繼續競選伊朗專家議會主席一席，對手是穆罕默德·亞茲迪（Mohammad Yazdii），拉夫桑賈尼得51票而亞茲迪得26票，因此成功連任。2011年3月8日，拉夫桑賈尼退出伊朗專家議會主席的選舉，阿亞圖拉馬赫達維·卡尼當選為新主席。
拉夫桑賈尼長期擔任伊朗國家利益委員會主席，負責解決議會及憲法監督委員會之間出現的立法衝突。
近年，拉夫桑賈尼提倡言論自由、寬容及公民社會。在2009年7月17日的一次周五禮拜講話裡，他批評對媒體的限制及對激進份子的鎮壓，又強調伊斯蘭共和國憲法裡人民的角色及選票的重要性。這次講話被認為是當代伊朗歷史裡最重要和最動蕩的周五禮拜，約150－250萬人來到德黑蘭聽取拉夫桑賈尼的講話。

### 與其他政黨的關係
雖然拉夫桑賈尼是務實保守主義政黨战斗教士联盟的成員，但他與改革派政黨建設公僕黨維持緊密關係。自穆罕默德·哈塔米當選伊朗總統後，拉夫桑賈尼被視為保守派和改革派陣營之間的牆頭草，他在該總統選舉裡支持改革派，但到2000年議會選舉由於改革派的猛烈批評及不接納他成為改革派的候選人，他轉投保守派的懷抱。包括阿克巴爾·甘吉（Akbar Ganji）在內的改革派份子指責拉夫桑賈尼在總統任期內與殺害異見份子及作家有關。建設公僕黨與其他改革派政黨之間的矛盾促使他們在2005年總統選舉落敗。不過，拉夫桑賈尼在2005年總統選舉不敵馬哈茂德·艾哈邁迪內賈德後再度與改革派重拾緊密關係。
拉夫桑賈尼在2005年的總統選舉落選後，他與總統艾哈邁迪內賈德的關係緊張。他批評艾哈邁迪內賈德多次清洗政府官員、私有化速度緩慢及近來核政策上的敵視外交政策。艾哈邁迪內賈德則認為拉夫桑賈尼沒有甄別出國有企業的敵意收購，又指他的外交政策導致1995年及1996年伊朗被制裁，又抨擊拉夫桑賈尼等反對核計劃的支持者為「賣國賊」。

### 2009年總統選舉爭議
在2009年總統選舉，拉夫桑賈尼的老對手、強硬派總統馬哈茂德·艾哈邁迪內賈德大勝前總理米爾-侯賽因·穆薩維。在接下來發生的連串抗議裡，拉夫桑賈尼的女兒法埃泽在同年6月21日被便衣巴斯基民兵逮捕，其後獲釋。2012年9月22日，拉夫桑賈尼的女兒法埃泽因“煽动反政府宣传”的罪名而被捕入狱半年，她的兄弟也面临司法机构的逮捕令。
拉夫桑賈尼是伊朗專家議會的成員，伊朗專家議會負責選舉和罷免最高領袖，時任最高領袖阿里·哈梅內伊被傳健康出現問題。在最高領袖確認了選舉結果後，有指拉夫桑賈尼要求召開伊朗專家議會，但會議的結果及詳情皆不得而知。在這段時間期間，拉夫桑賈尼由德黑蘭遷至宗教領袖的駐地庫姆。對於選舉爭議，拉夫桑賈尼在大部分時間裡都保持緘默。
2009年7月17日，拉夫桑賈尼在週五禮拜當中公開提及選舉危機、大規模抗議及言論自由，大量人見證著這次演說，規模與革命過後的週五禮拜相似。保守派及改革派的支持也參與了事件。拉夫桑賈尼在演說裡提到：
|  | 所有當權者、保安部隊、警察、議會、示威者都應在法律容許的範圍下活動……我們應該廣開言路，給予討論的空間。我們不應該將那麼多人關在監獄裡。我們應釋放他們，讓他們照料家人……要在一夜之間讓公信力重拾是不可能的，但是我們應該讓每一個人都有發言的機會……我們之間應有合理、兄弟般友好的討論、讓我們的人民自行作出判斷……我們的媒體應可以在法律容許的範圍下報導，而不應該施加限制……甚至應該讓他們批評我們。保安部隊、警察及其他機關應給予容許批評的環境。 |

### 專家會議選舉
2011年3月8日，阿亞圖拉馬赫達維·卡尼取代拉夫桑賈尼成為伊朗專家會議主席。拉夫桑賈尼稱他退出專家議會主席的選舉是要「避免分歧」，這被認為是總統馬哈茂德·艾哈邁迪內賈德的強硬支持者「在最近多個星期」的密集游說以及拉夫桑賈尼近年失勢的結果。

## 爭議事件

### 指控
阿根廷政府曾通輯拉夫桑賈尼，指控他要就1994年布宜諾斯艾利斯阿根廷以色列人相互協會炸彈襲擊事件（二戰以後最大的反猶事件）負責。然而該件事情的之後卻進而揭露出現阿根廷的歷任政府包含克里斯蒂娜·费尔南德斯·德·基什内尔的政府，為了伊朗石油進口以及小麥出口到伊朗的事情而包庇該件事情的醜聞。

## 外部連結
- （波斯文）阿克巴爾·哈什米·拉夫桑賈尼官方網站
- （波斯文）阿克巴爾·哈什米·拉夫桑賈尼的新聞報導
- 德黑蘭大學的週五禮拜：我們即將成為核子俱樂部的一分子－和平用途 （2004年12月3日的錄影片段）
- （英文）阿克巴爾·哈什米·拉夫桑賈尼影像中心 （页面存档备份，存于）
- （英文）美國與伊朗 （页面存档备份，存于）

| 官衔                   | 官衔                                  | 官衔                               |
| ---------------------- | ------------------------------------- | ---------------------------------- |
| 前任： 哈希姆·薩巴吉安 | 伊朗內政部部長 1979年－1980年         | 繼任： 穆罕默德-禮薩·馬赫達維·卡尼 |
| 前任： 亞杜拉·薩哈比   | 伊朗伊斯蘭會議議長 1980年－1989年     | 繼任： 邁赫迪·卡魯比               |
| 前任： 阿里·哈梅內伊   | 伊朗總統 1989年－1997年               | 繼任： 穆罕默德·哈塔米             |
| 前任： 阿里·哈梅內伊   | 伊朗國家利益委員會主席 1989年－2017年 | 繼任： '                           |
| 前任： 阿里·梅什基尼   | 伊朗專家會議主席 2007年－2011年       | 繼任： 穆罕默德-禮薩·馬赫達維·卡尼 |